# Klokočevac (Serbia)
Klokočevac (cyr. Клокочевац) – wieś w Serbii, w okręgu borskim, w gminie Majdanpek. W 2011 roku liczyła 595 mieszkańców.